# Sahen
Sahen (tiếng Ả Rập: الصحن) là một ngôi làng Syria nằm ở Muhambal Nahiyah ở huyện Ariha, Idlib. Theo Cục Thống kê Trung ương Syria (CBS), Sahen có dân số năm 2035 trong cuộc điều tra dân số năm 2004.